# Ray Seales
Ray Seales, född den 6 september 1952 i Saint Croix, Amerikanska Jungfruöarna, var den ende amerikanske boxaren som tog guld i OS-boxningen 1972 i München. I finalen besegrade han Angel Angelov från Bulgarien med 3-2.